# Ceradz Kościelny
Ceradz Kościelny is een plaats in het Poolse district  Poznański, woiwodschap Groot-Polen. De plaats maakt deel uit van de gemeente Tarnowo Podgórne en telt 432 inwoners.